# Fernand Isselé
Fernand Isselé   (Bruges, 22 de febrer de 1915 - maig 1994) va ser un waterpolista belga que va competir durant les dècades de 1930 i 1940.
El 1936 va prendre part en els Jocs Olímpics de Berlín, on va guanyar la medalla de bronze en la competició de waterpolo. El 1948, una vegada finalitzada la Segona Guerra Mundial, va disputar els Jocs de Londres, on fou quart en la competició de waterpolo.